# Luke Messer

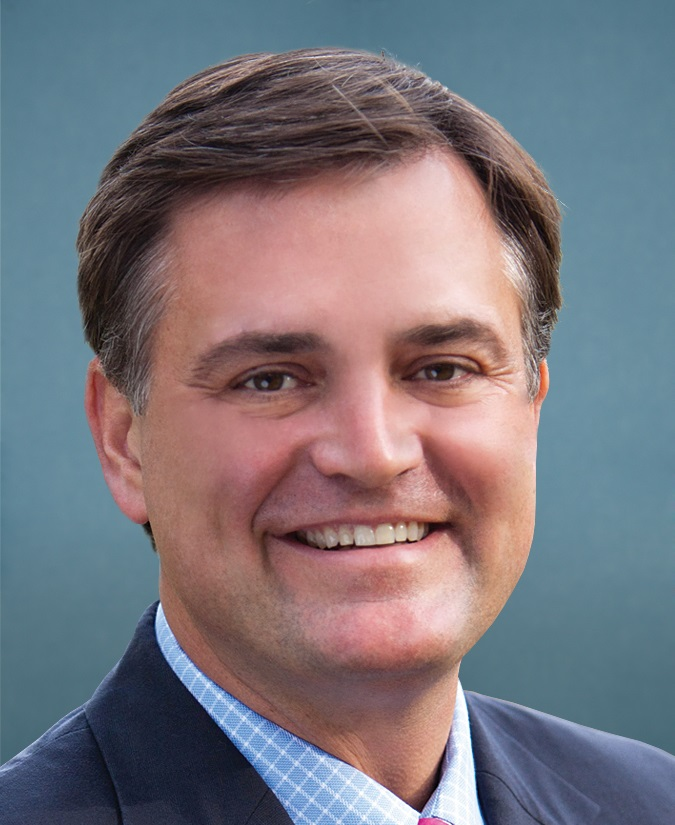
Luke Messer (2013)

Allen Lucas „Luke“ Messer (* 27. Februar 1969 in Evansville, Indiana) ist ein US-amerikanischer Politiker. Seit 2013 vertritt er den Bundesstaat Indiana im US-Repräsentantenhaus. Er trat erfolglos in der Vorwahl für den US-Senat 2018 an und scheidet im Januar 2019 aus dem Kongress aus.

## Werdegang
Luke Messer besuchte bis 1991 das Wabash College in Crawfordville. Nach einem anschließenden Jurastudium an der Vanderbilt University in Nashville (Tennessee) und seiner 1994 erfolgten Zulassung als Rechtsanwalt begann er in diesem Beruf zu arbeiten. Gleichzeitig schlug er als Mitglied der Republikanischen Partei eine politische Laufbahn ein. Er arbeitete in den folgenden Jahren im Stab von vier Kongressabgeordneten. Im Jahr 1999 war er auch administratives Mitglied des Kongressausschusses für Regierungsreformen. Von 2001 bis 2005 fungierte er als Geschäftsführer der Republikanischen Partei von Indiana. In den Jahren 2000 und 2010 unterlag er jeweils in den Vorwahlen seiner Partei, als er deren Nominierung für die Kongresswahlen anstrebte. Von 2003 bis 2007 war er Abgeordneter im Repräsentantenhaus von Indiana. Danach arbeitete er für die Anwaltskanzlei Ice Miller.
Bei der Wahl 2012 wurde Messer im sechsten Kongresswahlbezirk Indianas in das US-Repräsentantenhaus in Washington, D.C. gewählt, wo er am 3. Januar 2013 die Nachfolge von Mike Pence antrat, der zum neuen Gouverneur von Indiana gewählt worden war. Bei der Wahl setzte sich Messer mit 59 Prozent der Wählerstimmen gegen den Demokraten Brad Bookout durch. Nach zwei Wiederwahlen in den Jahren 2014 und 2016 läuft sein Mandat bis zum 3. Januar 2019.
Im Juli 2017 gab Messer bekannt, sich für die Wahl zum US-Senat im November 2018 zu bewerben, bei der der demokratische Mandatsinhaber Joe Donnelly wieder antritt und im konservativ geprägten Indiana mit einer schwierigen Wahl zu rechnen hat. Messer stand in einer umkämpften Kampagne mit Todd Rokita und Mike Braun für die Kandidatennominierung innerhalb der republikanischen Partei. Im April 2018 wurde bekannt, dass Messer bei seiner erstmaligen Wahl in die Bundesstaatslegislative 2003 verschwiegen hatte, dass er mehrfach wegen Trunkenheitsfahrten polizeilich aufgefallen war. Sein Mandatsvorgänger Roland Stine war kurz zuvor durch einen alkoholisierten Autofahrer getötet worden. Er unterlag bei der Vorwahl am 8. Mai 2018 mit 29 Prozent; der Gewinner, Mike Braun, erhielt 41, Messers Kongresskollege Rokita 30 Prozent der Wählerstimmen. Da Messer bei der Repräsentantenhauswahl im November 2018 nicht antrat, scheidet er am 3. Januar 2019 daraus aus. Um seine Nachfolge bewarben sich die Demokratin Jeannine Lake und der Republikaner Greg Pence, der älteste Bruder des US-Vizepräsidenten Mike Pence. Pence folgte Messer letztendlich nach.

## Belege
1. ↑  Simone Pathé: Indiana Rep. Luke Messer Running for Senate. In: Roll Call, 26. Juli 2017.
2. ↑  Kaitlin Lange, Tony Cook: Luke Messer didn’t disclose DUIs when he replaced lawmaker killed by drunk driver. In: IndyStar.com, 19. April 2018.
3. ↑  Indiana Primary Election Results. In: The New York Times, 9. Mai 2018.

| Personendaten    | Personendaten                            |
| ---------------- | ---------------------------------------- |
| NAME             | Messer, Luke                             |
| ALTERNATIVNAMEN  | Messer, Allen Lucas (vollständiger Name) |
| KURZBESCHREIBUNG | US-amerikanischer Politiker              |
| GEBURTSDATUM     | 27. Februar 1969                         |
| GEBURTSORT       | Evansville, Indiana                      |